# Socjalistyczny Front Ludowy (Portugalia)
Socjalistyczny Front Ludowy (port. Frente Socialista Popular, FSP) był socjalistyczną portugalską partią polityczną, założoną w 1974 roku, zaraz po rewolucji goździków. Partia brała udział w lokalnych wyborach z 1976 w koalicji z Portugalską Partią Komunistyczną i Portugalskim Ruchem Demokratycznym, tworząc Front Wyborczy Zjednoczony Lud.
W 2000 roku, po kilku latach braku aktywności, partia została uznana za nieistniejącą przez portugalski Sąd Konstytucyjny.